# Norbert Kahnt

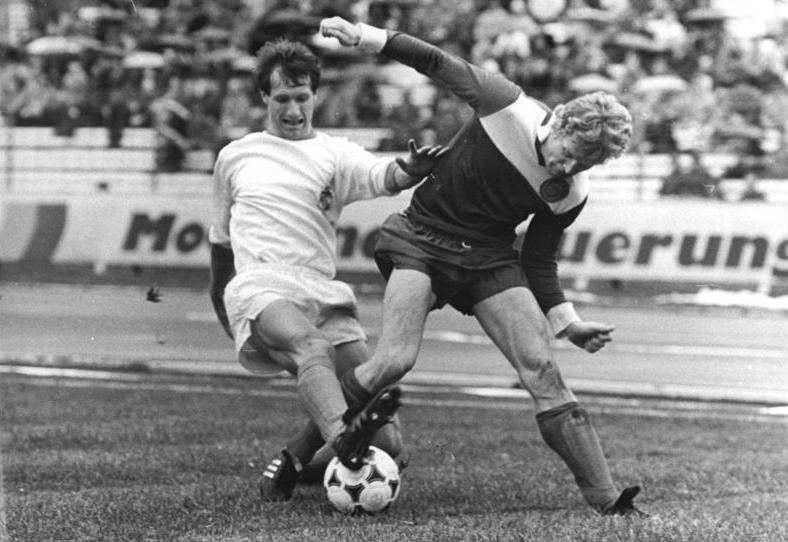
Norbert Kahnt (links) und Hans-Jörg Leitzke (rechts) im Jahr 1986

Norbert Kahnt (* 3. Oktober 1961) ist ein ehemaliger deutscher Fußballspieler. In den 1980er Jahren spielte er für den FC Carl Zeiss Jena und den FC Rot-Weiß Erfurt in der DDR-Oberliga, der höchsten Spielklasse im DDR-Fußball.

## Sportliche Laufbahn
1976 schloss sich Norbert Kahnt dem FC Carl Zeiss Jena an, wo er bis 1982 alle Nachwuchsmannschaften durchlief. Zuletzt spielte er in der Saison 1981/82 als Abwehrspieler in der Nachwuchsoberliga. Inzwischen hatte er auch seine Ausbildung zum Feinmechaniker abgeschlossen. Gegen Ende der Saison 1981/82 kam der 1,86 m große Kahnt zu seinen ersten Einsätzen in der DDR-Oberliga. Seinen Einstand feierte er dort am 22. Spieltag in der Begegnung FC Carl Zeiss gegen den 1. FC Magdeburg, in der er bei 1:0-Sieg als rechter Verteidiger aufgeboten wurde. Auf dieser Position bestritt er auch die restlichen vier Saisonspiele. Zur Spielzeit 1982/83 wurde Kahnt offiziell in den Kader der Oberligamannschaft aufgenommen, er kam jedoch nur noch in einem Oberligaspiel am 4. Spieltag zum Einsatz, bei dem er auch nur in der 62. Minute eingewechselt wurde.
Nach dem Ende der Hinrunde wechselte Kahnt im Februar 1983 zur Betriebssportgemeinschaft (BSG) Motor Hermsdorf in die zweitklassige DDR-Liga, wo er als Mittelfeldspieler alle neun Spiele der Rückrunde bestritt und vier Tore erzielte. Zur Spielzeit 1983/84 schloss sich Kahnt dem DDR-Ligisten Motor Weimar an. Dort spielte er zunächst bis zum 7. Spieltag ununterbrochen im Mittelfeld und kam auf zwei Tore. Im November 1983 wurde er für eineinhalb Jahre zum Wehrdienst in der Nationalen Volksarmee eingezogen. Diesen absolvierte er in Drögeheide, und es wurde ihm ermöglicht, bei der dort ansässigen Armeesportgemeinschaft Vorwärts, die in der drittklassigen Bezirksliga Neubrandenburg spielte, weiter Fußball zu spielen. Nachdem er im Mai 1985 entlassen worden war, kam er noch rechtzeitig zur Aufstiegsfeier der BSG Motor Weimar zurück, die nach ihrem Abstieg 1984 umgehend in die DDR-Liga zurückgekehrt war. Mit Beginn der DDR-Liga-Saison 1985/86 nahm Kahnt dort wieder seine angestammte Position im zentralen Mittelfeld ein. Von den 34-Ligaspielen bestritt er 25 Partien und schoss ein Tor.
In diesen Spielen war er in der Sportpresse mehrfach gelobt worden, und so wurde der Oberligist FC Rot-Weiß Erfurt, in dessen Einflussbereich Motor Weimar lag, auf Kahnt aufmerksam und holte ihn zur Saison 1986/87 in die eigenen Reihen. Damit kehrte Kahnt nach vier Jahren wieder in die Spitzenklasse des Fußballs zurück, dabei hatte er mit seinen 20 Einsätzen bei 26 Oberligarunden keine Anpassungsschwierigkeiten. Anfangs in der Abwehr einsetzt, kehrte er in der Rückrunde auf seine gewohnte Mittelfeldrolle zurück. Zu Beginn der Spielzeit 1987/88 hatte Kahnt erneut seinen Stammplatz in der Oberligaelf sicher, wechselte aber stets zwischen Abwehr und Mittelfeld. Nachdem er die ersten neun Punktspiele absolviert hatte, verletzte er sich am 10. Spieltag so schwer, dass er für den Rest der Saison nicht mehr einsatzfähig war. Für die Saison 1988/89 nominierte der FC Rot-Weiß Kahnt noch für die Oberliga, er kam dort aber nicht mehr zum Einsatz.
Noch während der Saison 1988/89 wechselte Kahnt zum Suhler Bezirksligisten Chemie Ilmenau. Er verhalf der BSG zum Aufstieg in die DDR-Liga und stand auch im Aufgebot für die Saison 1989/90. Bis zur Winterpause der Saison bestritt er 16 der 17 Ligaspiele, stets als rechter Verteidiger. Auf dieser Position kam er auch in den beiden ersten Rückrundenspielen zum Einsatz. Im zweiten Spiel wurde er in der 88. Minute ausgewechselt und wurde danach nicht wieder aufgeboten. Im Aufgebot für die Spielzeit 1990/91 wurde Kahnt nicht mehr aufgeführt, und er erschien auch später nicht mehr im höherklassigen Fußball. Zwischen 1982 und 1990 bestritt er 36 Oberligaspiele (keine Tore) und 60 DDR-Liga-Spiele (acht Tore).